# بلادنسبورگ (مریلند)
بلادنسبورگ (به انگلیسی: Bladensburg) شهری در ایالت مریلند کشور ایالات متحده آمریکا است که جمعیت آن در سرشماری سال ۲۰۱۰ میلادی، ۹٬۱۴۸ نفر بوده‌است.